# Lindsläktet
Lindsläktet (Tilia) är ett släkte med träd som har hjärtformiga sågtandade blad, och ingår i familjen malvaväxter. Släktet omfattar omkring 50 arter varav två förekommer i Sverige, bohuslind och lind (även kallad skogslind). Lindar kan uppnå en ålder av 800–1000 år. Dess blommor pollineras av insekter. Veden är mjuk och lämpar sig mycket bra till sniderier. Av skiktet mellan bark och ved tillverkas bast.
Tidigare placerades lindsläktet i den egna familjen lindväxter (Tiliaceae) men utifrån genetiska studier placeras idag släktet i familjen malvaväxter.

## Plantering och bruk
Lindsläktets arter går lätt att plantera och är i hög grad användbara, eftersom de tål att klippas och skäras nästan hur som helst och därför kan ges de former man önskar i en parkanläggning, allt ifrån den höga, smärta trädformen i ett allévalv, där parklinden kan uppnå 25 meters höjd, ända till det låga, busklika flätverket i en trädgårdshäck eller en berså. Lindar placeras också gärna enstaka på öppna gräsplaner. Stammen blir då lägre men kraftigare och kronan avrundad och mycket vid. 

## Släktets byggnad och ekologi
I början av högsommaren inträffar blomningen, som är rik och ofta beskrivs som välluktande[källa behövs] och sprider sig långt. Deras nektarrikedom lockar bin och humlor, och blomningen pågår i ungefär 2 veckor.[källa behövs][förklaring behövs]
Fruktämnet i Tilia-släktets blommor är femrummigt, men frukten bildar vid sin mognad endast ett frö som är nötlikt. I biologiskt avseende är blomman en honungsblomma; i de kupiga foderbladen samlas honungen i stora droppar, kvarhållen av den fina och täta hårigheten. Blomställningen är ett knippe. Dess långa skaft är utrustat med ett till hälften vidvuxet, långt och smalt blad av så torr och styv beskaffenhet att det sitter kvar med de mogna frukterna långt in på vintern, då dess egentliga bestämmelse blir uppenbar: det får nu tjäna till segel eller vindfång under fruktställningens luftfärder, då den lösslitits från trädet och drivs omkring av vinterstormarna.
De små ulliga hårtofsarna vid nervernas förgrening på bladets undersida består av fina hår, som utgår från båda de sammanstötande nerverna och har en sådan riktning att de bildar ett valv över det lilla rummet i själva nervvinkeln. I dessa små hålrum uppehåller sig spindeldjur och kvalster. De små bostäderna som bildas utan djurets ingripande kallas domatier. De djurbon som uppstår i växterna genom direkta angrepp av djuren, kallas däremot gallbildningar eller cecidier.)

## I kulturen
När linden blommar har vattnet blivit tillräckligt varmt för utomhusbad. är ett gammalt talesätt.[källa behövs]

### Carl von Linné och linden
Det var Carl von Linné som 1753 beskrev lindsläktet och gav det dess vetenskapliga namn Tilia, vilket just betyder lind på latin. Men Linné hade en annan mycket specifik koppling till linden. På Linnés tid var det vanligt att den som studerade till präst tog sig ett finare namn, exempelvis ett namn som lät latinskt. Två av Linnés pappas morbröder var enkla bondsöner och när de började studera till präster tog de sig namnet Tiliander, just efter en stor lind som växte på gränsen till gården där de växt upp i Jonsboda, i Vittaryds socken i Småland. När Linnés far skulle läsa till präst dög inte heller hans patronymikon Ingemarsson varför han följde sina släktingar och också tog sitt namn efter linden på gården, men valde istället att latinisera det svenska ordet lind och göra om det till Linnæus. Sonens Carls namn blev därmed Carl Nilsson Linnæus.

## Dottertaxa till Lindsläktet, i alfabetisk ordning[1]
- Tilia americana - Svartlind
- Tilia amurensis
- Tilia callidonta
- Tilia chinensis
- Tilia chingiana
- Tilia concinna
- Tilia cordata - Lind eller skogslind
- Tilia croizatii
- Tilia dasystyla
- Tilia endochrysea
- Tilia euchlora - Glanslind
- Tilia gracilis
- Tilia henryana
- Tilia hupehensis
- Tilia hyrcana
- Tilia integerrima
- Tilia japonica
- Tilia jiaodongensis
- Tilia kiusiana
- Tilia kueichouensis
- Tilia lepidota
- Tilia likiangensis
- Tilia mandshurica
- Tilia maximowicziana
- Tilia membranacea
- Tilia miqueliana
- Tilia mofungensis
- Tilia mongolica - Mongollind
- Tilia nasczokinii
- Tilia nobilis
- Tilia noziricola
- Tilia obscura
- Tilia oliveri - Kinesisk silverlind
- Tilia paucicostata
- Tilia petiolaris
- Tilia platyphyllos - Bohuslind
- Tilia rubra
- Tilia sabetii
- Tilia semicostata
- Tilia stellatopilosa
- Tilia taishanensis
- Tilia taquetii
- Tilia tomentosa - Silverlind
- Tilia tuan
- Tilia vulgaris

Det finns även en mängd varieteter och framodlade hybrider som höstlind (T. × flavescens), parklind (T. × europaea) och storbladslind (T. × flaccida).[källa behövs]

## Bildgalleri

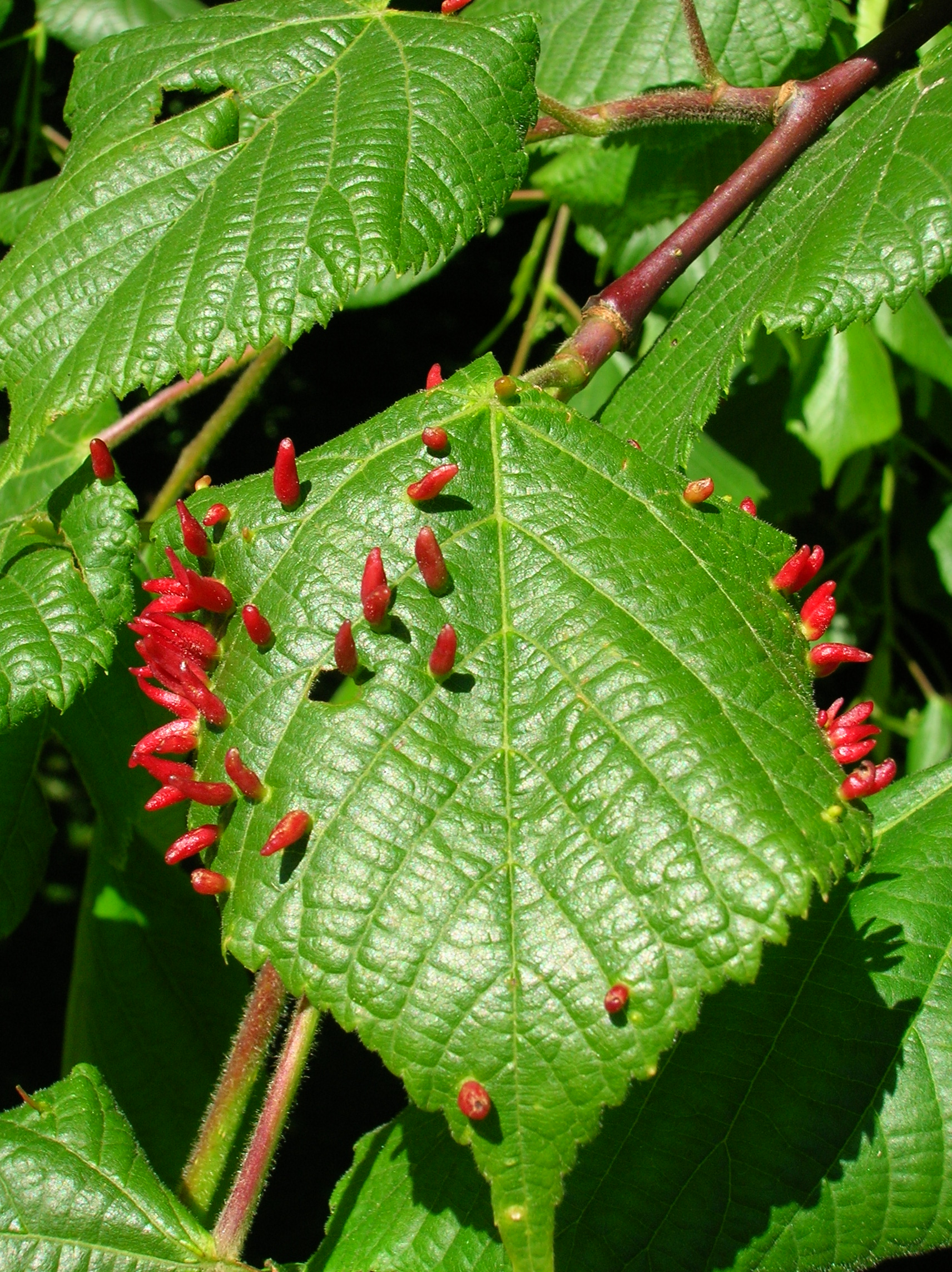
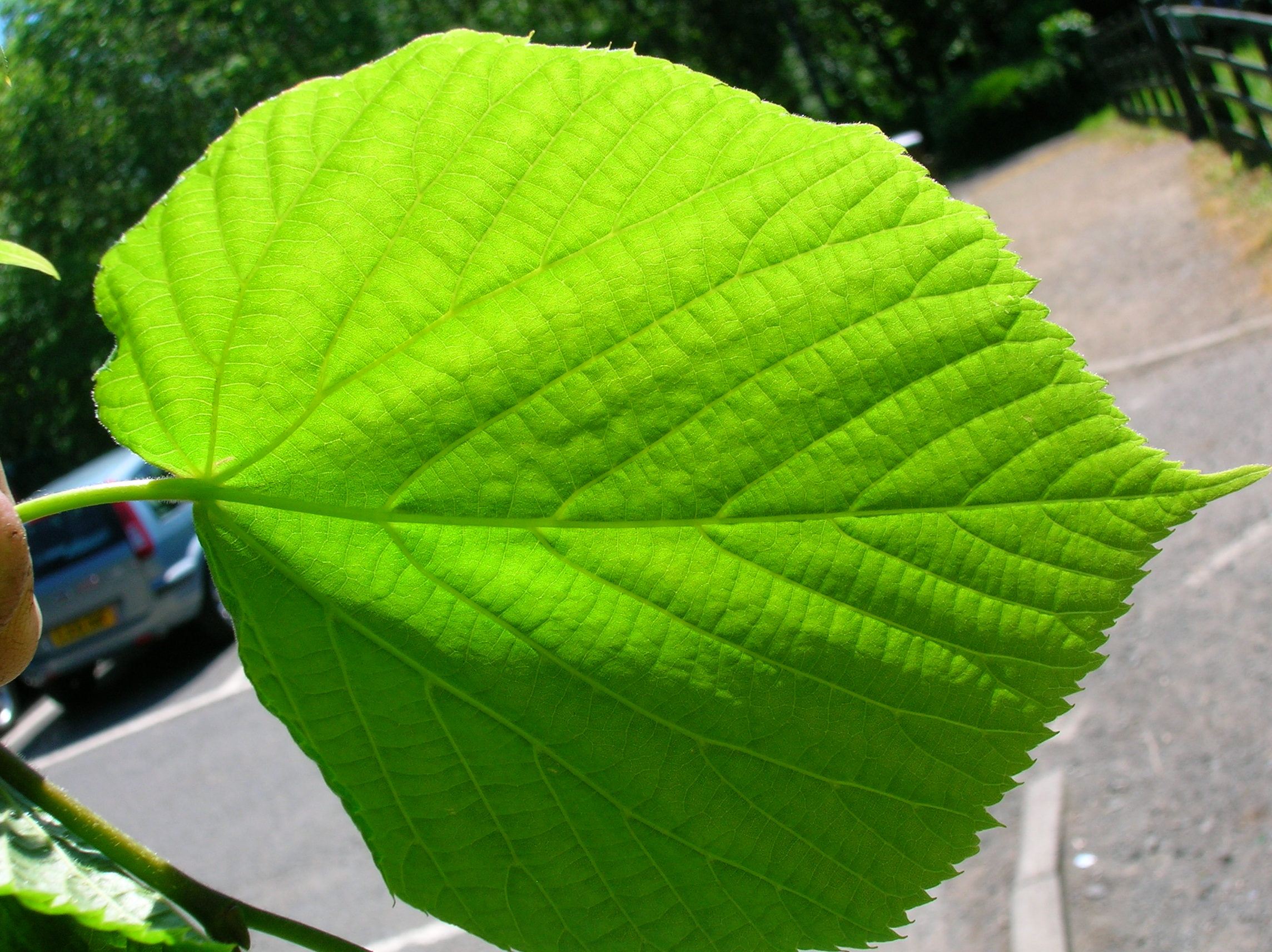
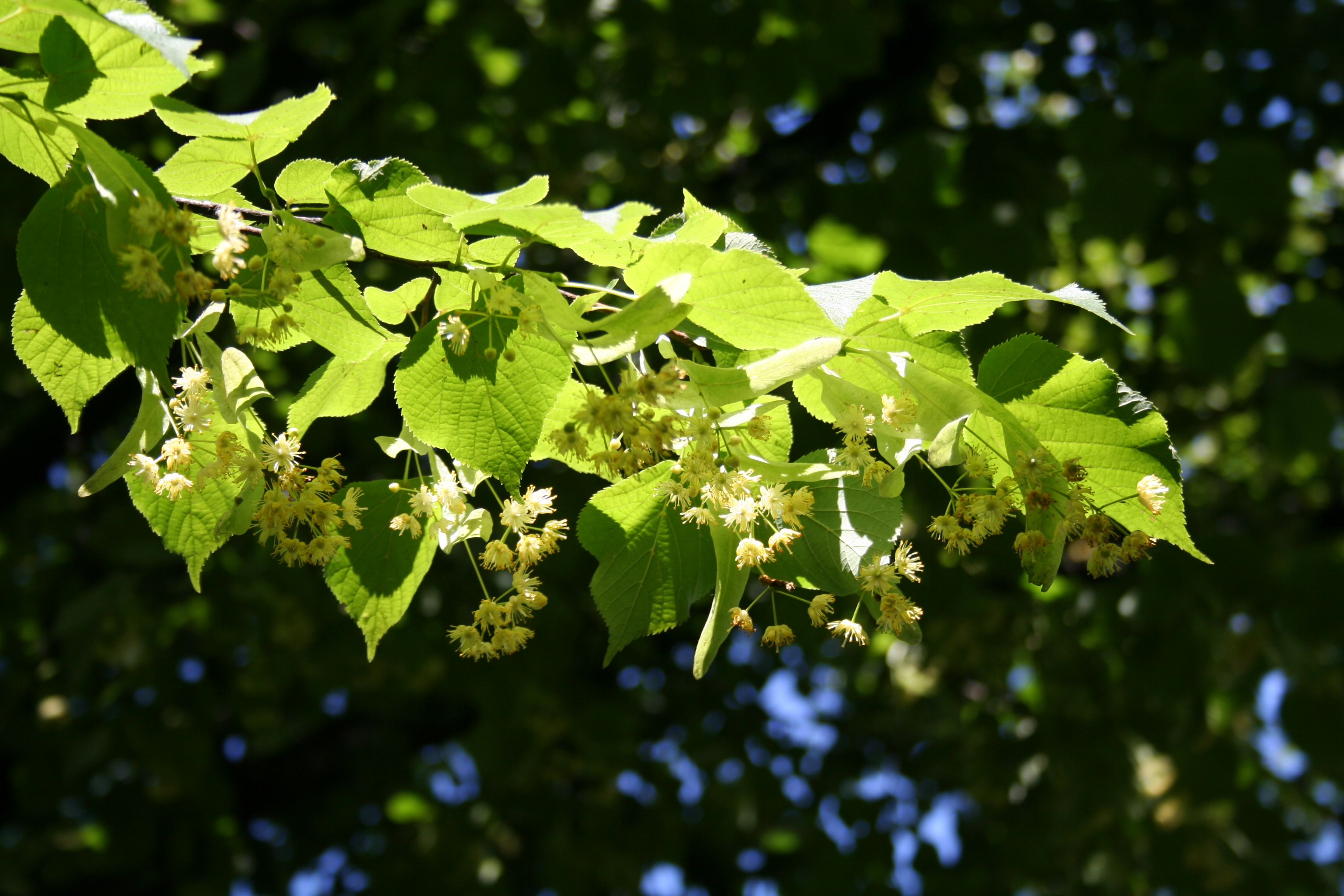
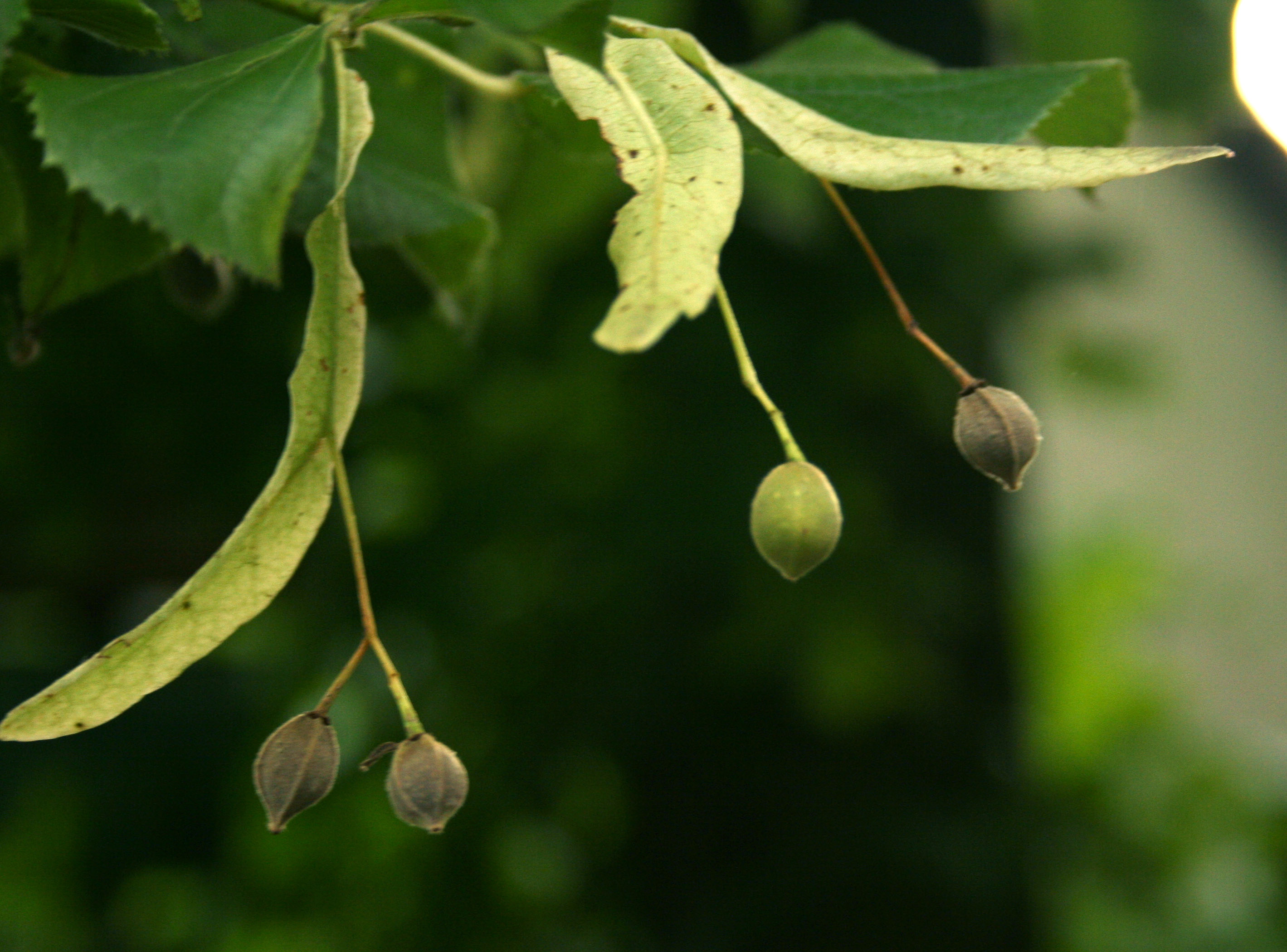
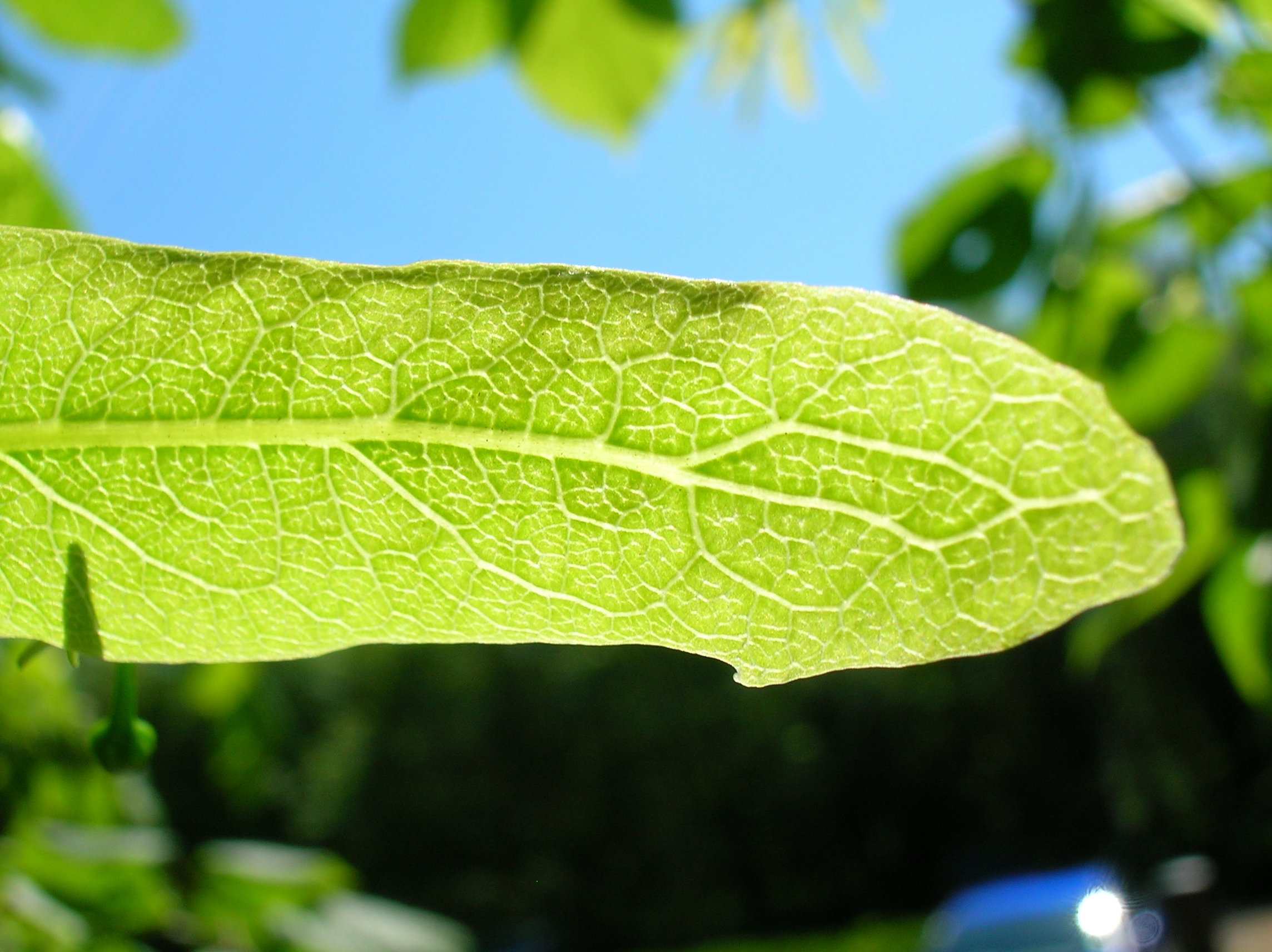
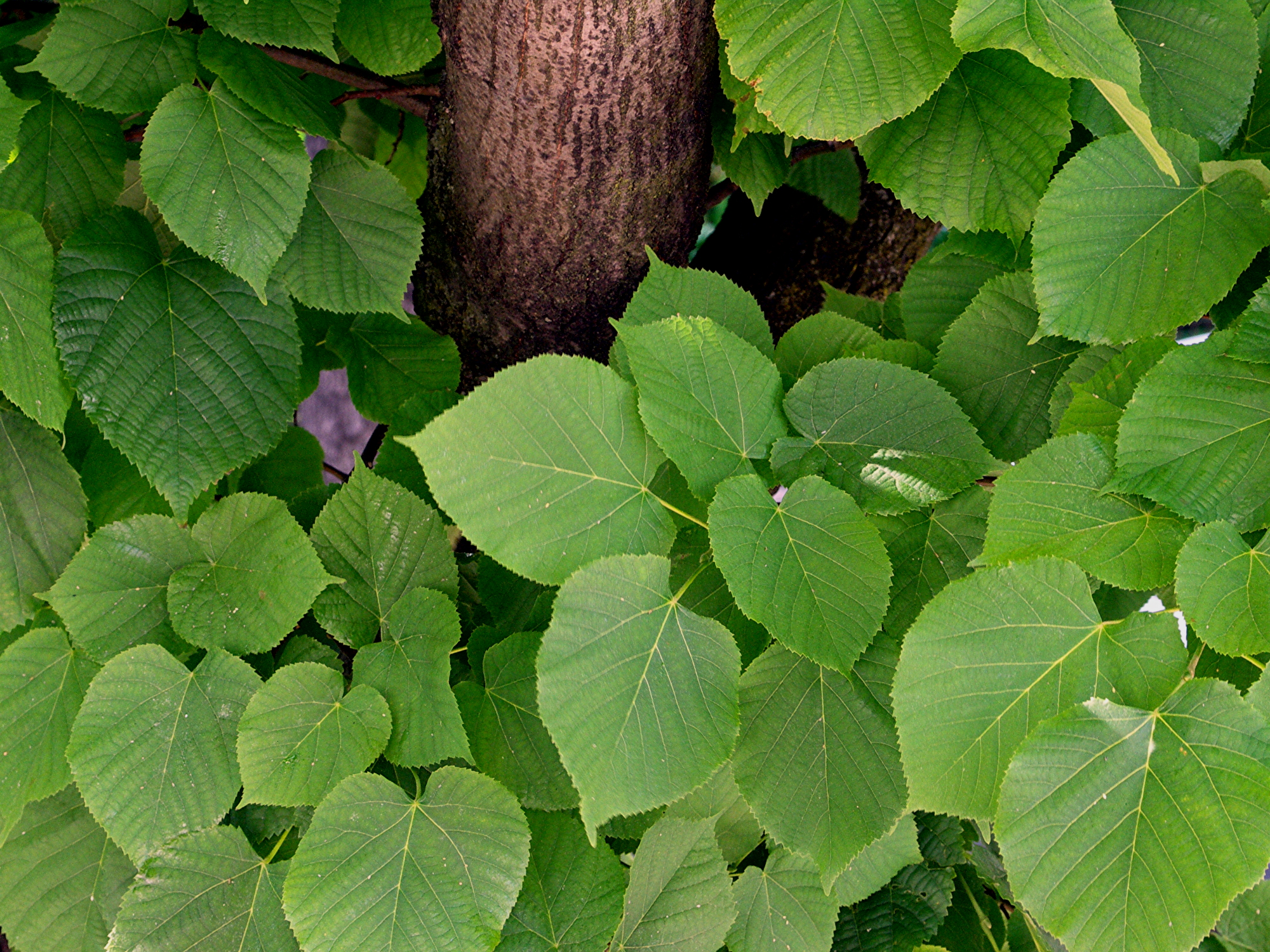